# Alexei Eremenko Jr
Pour les articles homonymes, voir Eremenko.
Alexei Eremenko Jr (né le 24 mars 1983 à Rostov-sur-le-Don en Russie) est un ancien footballeur international finlandais.

## Biographie
Eremenko a déménagé à Jakobstad en Finlande avec sa famille à l'âge de 7 ans lorsque son père, Alexei Eremenko, ancien joueur de football du FC Dynamo Moscou et FK Spartak Moscou, est venu jouer en Finlande pour le FF Jaro. On lui a accordé la citoyenneté finlandaise en 2003, mais il a toujours son passeport russe. 
Son frère cadet Roman Eremenko joue également au football, au FK CSKA Moscou. Eremenko a passé un certain temps à Tromsø IL en Norvège (où son père a joué).
Plus tard, Eremenko rejoint l'académie de jeunesse du FC Metz en France, puis il retourna dans son pays pour jouer en Finlande dans la Veikkausliiga où il a fait ses débuts à FC Jokerit en 2001. 
La saison suivante, il part pour le HJK Helsinki, est par la suite, il devient un très bon joueur de la ligue. Il a gagné deux championnats de Finlande et une coupe de Finlande avec le HJK. 
Eremenko part pour l'étranger durant l'été 2004 en rejoignant l'US Lecce en Serie A (championnat italien). 
Ne réussissant pas à s'imposer à l'US Lecce, il décida alors de signer au Saturn Ramenskoïe pour 4 ans en janvier 2006, devenant un joueur de la ligue russe.
En juillet 2009, il rejoint le club Ukrainien de Metalist Kharkiv. 
En aout 2010, il rejoint le club écossais de Kilmarnock FC pour 1 an.
Eremenko a fait ses débuts en équipe nationale de Finlande le 11 octobre 2003 contre le Canada. Il était un des meilleurs buteurs de son équipe lors des éliminatoires de la coupe du monde 2006 en marquant 8 buts.
Le 28 janvier 2014 il rejoint Kilmarnock.

## Palmarès
HJK Helsinki
- Championnat de Finlande
  - Champion (2) : 2002, 2003
- Coupe de Finlande
  - Vainqueur (1) : 2003

### Personnel
- Membre de l'équipe-type de Scottish Premier League en 2011